# Ponte da Caxangá
A Ponte da Caxangá localiza-se na cidade do Recife, capital de Pernambuco Pernambuco. Situa-se no trecho final da avenida Caxangá, no bairro homônimo.

## História
A Ponte da Caxangá teve seu projeto feito pelo engenheiro francês Louis Léger Vauthier, na época engenheiro em chefe das Obras Públicas da província de Pernambuco, na administração de Francisco do Rego Barros, o Conde da Boa Vista.
Pelo projeto, foi construída uma ponte pênsil (a primeira desse tipo a ser construída no Brasil) sobre o Rio Capibaribe, na antiga estrada de Paudalho.